# Under the Silver Lake
Under the Silver Lake is een Amerikaanse neo noirfilm uit 2018, geschreven en geregisseerd door David Robert Mitchell.

## Verhaal
Sam is een jongeman die op een avond zijn nieuw buurmeisje, de mysterieuze Sarah leert kennen. Maar ’s morgens is ze verdwenen en haar appartement is leeggemaakt. Hij ziet overal geheime boodschappen en volgt obsessief een spoor dat de verdwijning linkt met de moord op een miljonair en een serie gedode honden en dat hem naar de muziekwereld van Los Angeles leidt.

## Rolverdeling
| Acteur           | Personage         |
| ---------------- | ----------------- |
| Andrew Garfield  | Sam               |
| Riley Keough     | Sarah             |
| Topher Grace     | Bar Buddy         |
| Callie Hernandez | Millicent Sevence |
| Don McManus      | Final Man         |
| Jeremy Bobb      | Songwriter        |
| Riki Lindhome    | Actress           |
| Jimmi Simpson    | Allen             |
| Zosia Mamet      | Troy              |
| Patrick Fischler | Comic Fan         |
| Grace Van Patten | Balloon Girl      |

## Productie
In mei 2016 werden Andrew Garfield en Dakota Johnson aangekondigd voor de hoofdrollen in de nieuwe film, geschreven en geregisseerd door David Robert Mitchell. In oktober werden Topher Grace en Riley Keough toegevoegd bij de cast waarbij deze laatste Johnson verving in de rol van Sarah.

### Release
Under the Silver Lake ging op 15 mei 2018 in première in de competitie van het filmfestival van Cannes.